# Шваби
Шваби (нім. Schwaben) — німці, що говорять особливим швабським діалектом (одним з південнонімецьких діалектів) німецької мови.
Місцевість на півдні Німеччини, де більшість мешканців становлять шваби, називають Швабія (нім. Schwabenland).
Як і в інших великих німецьких діалектах (баварському, саксонському, платському) швабський має безліч варіантів і майже кожне швабське місто має свою особливу вимову.

## Історія швабів
Поняття «шваби» позначає народність або тих, що розмовляють на швабському діалекті. Поняття походить від назви германського племені свеви (Suebe). Свеви належали до західногерманського племінного об'єднання гермінонів.
Назва Суебія, як і поняття Алеманія, спочатку позначало область розселення алеманів, які в III ст.  заселили південний захід сьогоднішньої німецької мовної області. З V століття їх також називали свевами, або через частково свевське походження, або через новоприбулих свевів з території Дунаю. Свевська держава в сьогоднішній Галісії (Іспанія) і Північній Португалії з V століття до 585 року розвалилася, не залишивши назви регіону. Герцогство Швабія, заново засноване франками на території колишнього Алеманнського королівства, охоплювало майже повністю Алеманнську область мови, а також німецькі мовні області Швейцарії. З точки зору мовознавства швабський діалект належить до Алеманнської групи діалектів.
Перед скасуванням Німецької імперії у 1918 році шваби проживали, в основному, у трьох німецьких феодальних утвореннях, що входили до вищеназваної імперії з Пруссією на чолі — в Вюртемберзькому королівстві, Великому герцогстві Баденському і Баварському королівстві. Але тільки Вюртемберг вважається власне країною швабів. При цьому Вюртемберг не був історичною державою швабів, а просто поглинув більшу частину  древнього Швабського герцогства, яке існувало до цього. У Вюртемберзькому королівстві шваби складали лише одну з трьох найбільших національних груп, поряд з нащадками німецьких племен алеманів і франків. Такий же приблизно етнічний склад був також і в сусідньому Бадені. Зараз землею швабів вважається федеральна земля Баден-Вюртемберг.
Сьогодні під швабами розуміють насамперед тих, що говорять на діалекті. При цьому часто розрізняють баденців, що говорять алеманнським діалектом (південніше Баден-Бадена), ельзасців, швейцарців, ліхтенштейнців і форарльбержців (Австрія), як і розмовляючих на швабському діалекті південних швабів, вюртембержців і баварських швабів.
У Швейцарії, Польщі, Галичині та Ельзасі поняття «шваби» використовують в негативному сенсі, що в Швейцарії сходить до часу швабських воєн.
Територія швабів, у нинішньому значенні слова, не має чітких меж, за вживання діалекту вона може включати частину Баден-Вюртемберга та Баварії (між Шварцвальдом, Бодензеє, Альгойерськими Альпами, Лехом, Верніцем, Хоенлоє і Хойхельбергом) або навіть весь алеманський простір, який також включає в себе Південний Баден, Ельзас, німецьку частину Швейцарії і Форарльберг.

## Історія переселення вихідців зі Швабії в Російську імперію
Вихідці зі Швабії, а також із сусідніх з нею територій Німеччини, Франції (Ельзас) і Швейцарії, в ході німецької колонізації починають з'являтися в Росії з кінця XVIII ст., коли в результаті Маніфесту Катерини II виникають поселення іноземних колоністів на берегах Волги. Але, як відзначають дослідники (Г. Дінгес, В. М. Жирмунський), на Волзі носії швабських діалектів були представлені незначно, тут переважали в основному вихідці з Гессена. Значний потік вихідців зі Швабії припадає на початок XIX ст. і пов'язаний з розоренням держав у південній Німеччині в результаті наполеонівських воєн. У цей час швабські переселенці селилися на чорноморському узбережжі України, де склали значну частину населення німецьких колоній. Ще одна хвиля швабської колонізації в Росію пов'язана з протестантською сектою «вюртембурзьких сепаратистів», яка в ході релігійних гонінь в 1819-1822 роках домагається переселення на Кавказ (де за їхніми уявленнями розташовувалася «земля обітована»), на територію нинішніх Грузії та Азербайджану. Так, наприклад, швабами була заснована колонія Хеленендорф, нині великий виноробний центр в Азербайджані місто Гейгель. До 30-х років XX століття в Закавказзі налічувалося 21 швабське поселення, загальна чисельність (за переписом 1939 року) становила 44093 людини. 

## Швабський діалект
У мовному плані швабський діалект у Росії в результаті контактів з іншими німецькими діалектами піддався процесу вирівнювання. У Поволжі, де основу іноземних колоністів складали вихідці з середньої Німеччини, швабський діалект був практично витіснений. Діалект поволзьких німців, що відрізняється, на думку діалектологів (Вейлерт А. А.), значною одноманітністю, є в своїй основі середньонімецьким діалектом (з ознаками як східно-, так і західнонімецького діалекту). У Причорномор'ї, на відміну від Поволжя, як уже зазначалося, серед німецьких колоністів були представлені передусім вихідці з Південної Німеччини — носії південнофранкських і швабських діалектів. Тут також ішов процес змішування і вирівнювання німецьких діалектів. Через свою близькість до літературної норми, основу змішаних діалектів становили південнофранкські діалекти, а швабські зберігалися у вигляді вторинних ознак (В. М. Жирмунський).
У чистому вигляді швабський діалект зберігався в німецьких колоніях Закавказзя. Це пов'язано з територіальною і, перш за все, релігійною ізоляцією німецького населення місцевих колоній від інших ареалів німецького розселення в Росії і СРСР (аж до 1941 року).

Серед ознак, що відрізняють швабський діалект від інших верхньонімецьких діалектів можна назвати:
- Перехід [o:] в [au]: daut (tot);
- [Iu] в [ui]: knui (Knie)
- Перехід st, sp в будь-яких позиціях в št, šp: brušt (Brust), haš (або hašt) (hast)
- Відпадання-n-,-en перед-d-і в закінченні: hã: d (Hand), gaõ: (gehen) та ін
- Використання як зменшувально-пестливого суфікса-le,-rle замість літературного-chen, наприклад «Buberle» - «Bubchen» (хлопчик).